# Bautenschutz
Der Begriff Bautenschutz ist Bestandteil der Bauphysik und beschreibt Maßnahmen an Bauwerken, um sie vor schädlichen und gefährlichen Einwirkungen zu schützen. Diese Einwirkungen bedrohen den Bestand des Bauwerks und können zu Bauschäden führen sowie Gesundheit und Sicherheit der Bewohner beeinträchtigen.
Der Bestand der Bauten kann äußerlich bedroht werden durch Witterungseinflüsse, durch Erschütterungen und Lärmbelästigung, durch Blitz und Feuerübertragung, durch Schadstoffe in der Luft, durch Feuchtigkeit und Wasser unter der Erde (wie Setzungen oder Senkungen in Bergbau- und Erdbebengebieten, sowie durch das Grundwasser).
Im Gebäudeinneren können Schäden und Beeinträchtigungen durch austretendes Wasser aus beschädigten Sanitärinstallationen oder Warmwasserheizungen entstehen, sowie durch hohen Raumluftfeuchtigkeitsgehalt, Feuer oder Explosion.

## Inhalte
Der Bautenschutz konzentriert sich auf mehrere Schutzbereiche:
- Der Schallschutz umfasst alle Maßnahmen zur Verminderung der Luft- und Körperschallübertragung
- Ziel des Wärmeschutzes ist die Verringerung der Wärmeübertragung der Bauteile
- Der Feuchteschutz verhindert Schäden durch die Einwirkung von Wasser und Feuchtigkeit
- Der Brandschutz umfasst Maßnahmen zum Schutz vor Feuer
- Der Säureschutz umfasst Maßnahmen zum Schutz vor korrosiven Chemikalien (Säuren, Laugen etc.)